# Richard C. McCormick
Richard Cunningham McCormick Jr. (ur. 23 maja 1832 w Nowym Jorku, zm. 2 czerwca 1901 tamże) – amerykański polityk, członek Partii Republikańskiej.

## Działalność polityczna
Od 1866 do 1868 był gubernatorem Terytorium Arizony. W okresie od 4 marca 1869 do 3 marca 1875 przez trzy kadencje był delegatem Terytorium Arizony do Izby Reprezentantów Stanów Zjednoczonych. W okresie od 4 marca 1895 do 3 marca 1897 przez jedną kadencję był przedstawicielem 1. okręgu wyborczego w stanie Nowy Jork w Izbie Reprezentantów Stanów Zjednoczonych.